# Liste der Monuments historiques in Le Montet
Die Liste der Monuments historiques in Le Montet führt die Monuments historiques in der französischen Gemeinde Le Montet auf.

## Liste der Bauwerke
| Bezeichnung                  | Beschreibung              | Standort | Kennzeichnung | Schutzstatus | Datum | Bild           |
| ---------------------------- | ------------------------- | -------- | ------------- | ------------ | ----- | -------------- |
| Kirche St-Gervais-St-Protais | Erbaut im 11. Jahrhundert | (Lage)   | PA00093163    | Classé       | 1889  | weitere Bilder |

## Liste der Objekte
- Monuments historiques (Objekte, z. B. Gemälde, Skulpturen, Altäre etc.) in Le Montet in der Base Palissy des französischen Kultusministeriums